# Melanoplus femurrubrum
Melanoplus femurrubrum är en insektsart som först beskrevs av De Geer 1773.  Melanoplus femurrubrum ingår i släktet Melanoplus och familjen gräshoppor. Inga underarter finns listade i Catalogue of Life.

## Bildgalleri

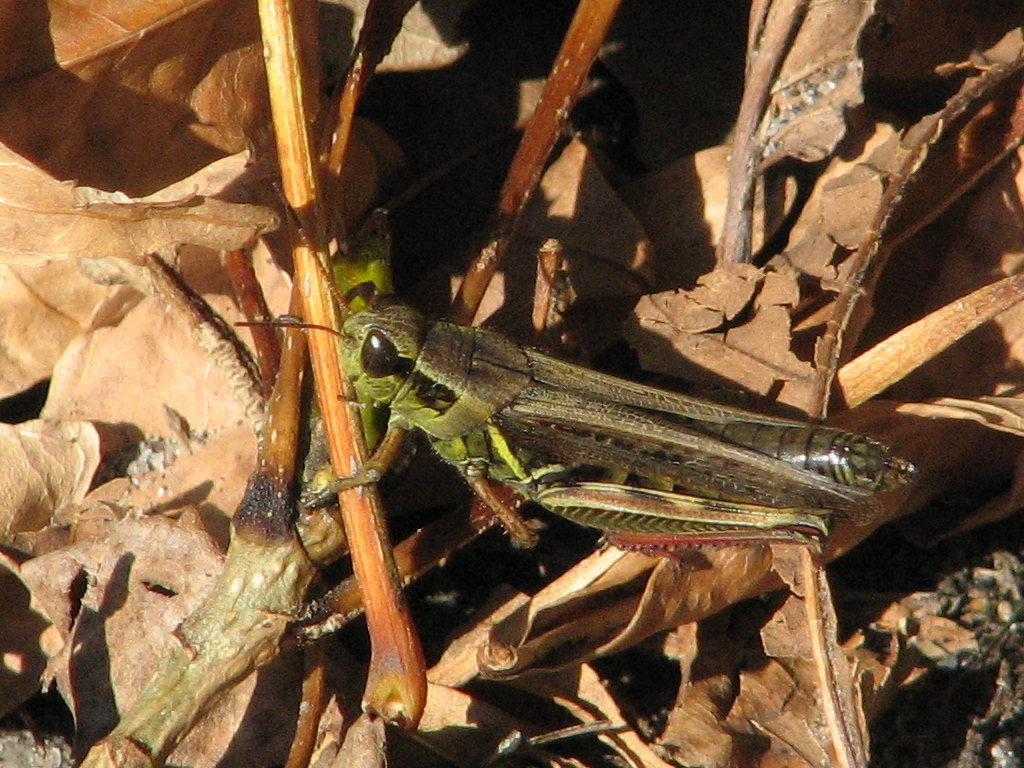